# Saint-Jacut-du-Mené

Saint-Jacut-du-Mené este o comună în departamentul  Côtes-d'Armor, Franța. În 1 ianuarie 2018 avea o populație de 728 de locuitori.